# Magnus Olai (kyrkoherde i Sala)
Magnus Olai, död 1597 i Sala socken, var en svensk kyrkoman och riksdagsman.

## Biografi
Magnus Olai nämns första gången 1583 i en kunglig skrivelse, och var då kyrkoherde i Sala socken. Sedermera blev han kontraktsprost. 
Han var fullmäktig för Västerås stift vid riksdagarna 1590 och 1594, samt undertecknade beslutet från Uppsala möte.
Stiftets biskop Olaus Stephani Bellinus visiterade socknen mot slutet av år 1597. Både Magnus och hans hustru begravdes av Bellinus under visitationen den 4 december.